# Myocoptes musculinus
Myocoptes musculinus — кліщ з ряду саркоптиформні, який паразитує на мишах. Він є серед 3 видів найбільш поширених у лабораторних колоніях мишей паразитичних кліщів. Заражені миші розвивають низку хвороб, зокрема лімфоаденопатії, гіпергамаглобулінемію, вторинний амілоїдоз, лімфоцитопенію, гіпертрофію селезінки, а тому не можуть використовуватися в дослідженнях.
Myocoptes musculinus роздільностатеві, самиці прикріплюють яйця до волосся.